# 聯邦快遞廣場

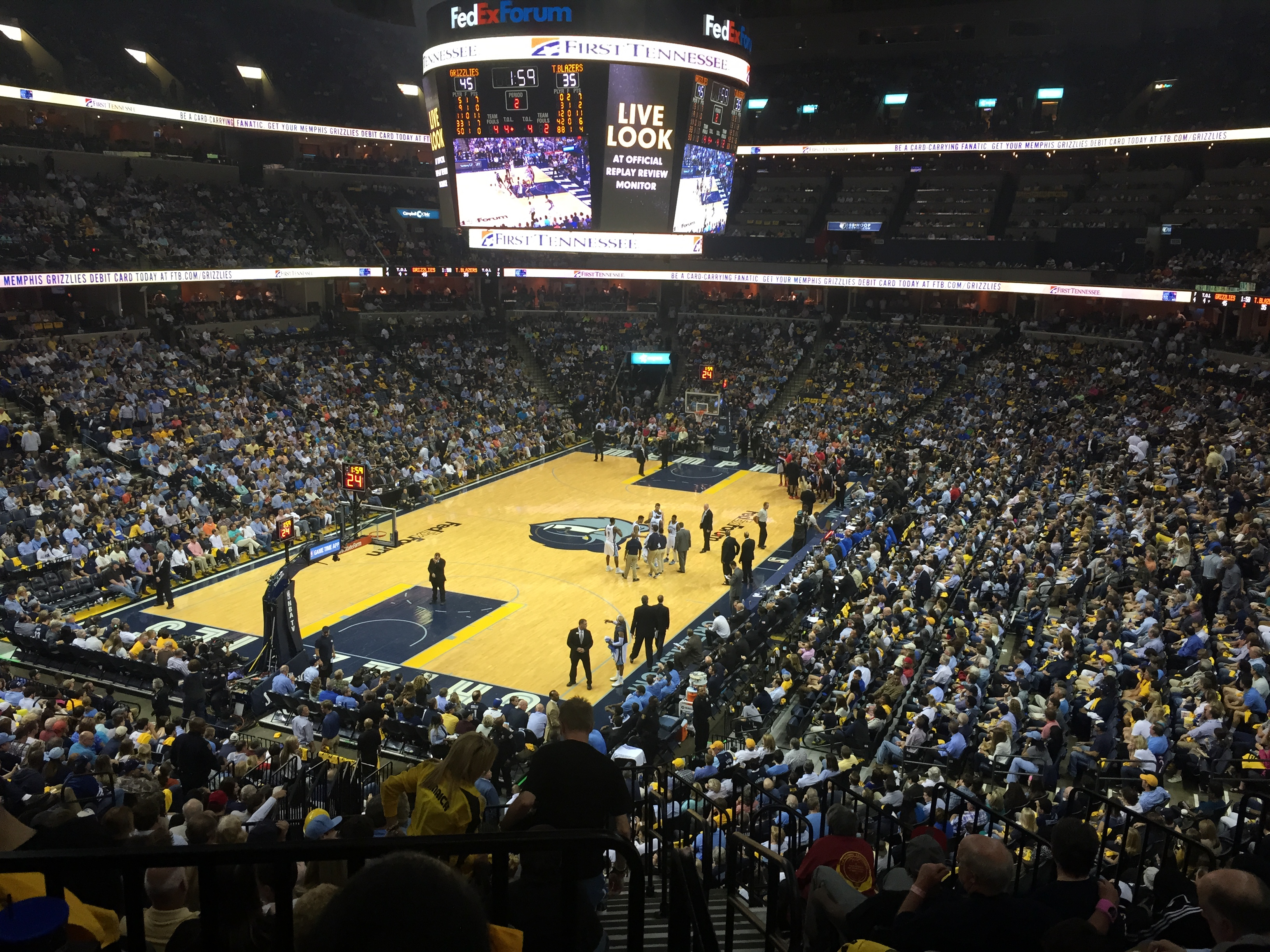
球場內部

聯邦快遞廣場（英語：FedExForum）是一座位於美國田納西州曼菲斯的一座室內體育館。現為國家籃球協會（NBA）曼菲斯灰熊隊的主場，啟用於2004年9月4日。

## 外部連結
- Official FedExForum website （页面存档备份，存于） （英文）